# A sötét Igazság Ligája
A sötét Igazság Ligája (eredeti cím: Justice League Dark) 2017-ben megjelent amerikai 2D-s számítógépes animációs film, amely eredetileg DVD-n jelent meg és ami a DC animációs filmuniverzumának a hetedik része. A forgatókönyvet Ernie Altbacker és J. M. DeMatteis írta, Jay Oliva rendezte, a zenéjét Robert J. Kral szerezte. A Warner Bros. Animation készítette, a Warner Home Video forgalmazta. Amerikában 2017. február 7-én, Magyarországon 2017. március 1-én adták ki DVD-én.

## Ismertető
Világszerte szörnyekről hallucinálnak az emberek, így a szuperhősöknek a törvénytisztelő állampolgárokat kell megfékezniük. Miután fény derül a dolog természetfeletti mivoltára a Liga nem tud mit kezdeni az üggyel. Ezután Batman elindul egy kísértet által hagyott nyomon, míg végül sikerül összeverbuválnia egy mágiára szakosodott csapatott, melynek tagjai John Constantine, Zatanna Zatara, Boston Brand a Holtember, Jason Blood és alteregója Etrigan, valamint Mocsárlény. A szálak eleinte Felix Faust-hoz vezetnek, majd miután a hősök rájönnek, ki is az igazi elkövető, veszteségek árán, de legyőzik őt.

## Szereplők
| Szereplő                      | Eredeti hang           | Magyar hang                |
| ----------------------------- | ---------------------- | -------------------------- |
| Diana Prince / Wonder Woman   | Rosario Dawson         | Pikali Gerda               |
| John Stewart / Zöld Lámpás    | Roger Cross            | Horváth-Töreki Gergely     |
| Clark Kent / Superman         | Jerry O’Connell        | Welker Gábor               |
| Bruce Wayne / Batman          | Jason O'Mara           | Sarádi Zsolt               |
| John Constantine              | Matt Ryan              | Pál András                 |
| Zatanna Zatara                | Camilla Luddington     | Roatis Andrea              |
| Boston Brand / Holtember      | Nicholas Turturro      | Fekete Zoltán              |
| Jason Blood / Etrigan         | Ray Chase              | Lux Ádám / Törköly Levente |
| Dr. Alec Holland / Mocsárlény | Roger Cross            | Papucsek Vilmos            |
| Orchidea                      | Colleen O'Shaughnessey | Törtei Tünde               |
| Ritchie Simpson               | Jeremy Davies          | Papp Dániel                |
| Végzet (Destiny)              | Alfred Molina          | Bolla Róbert               |
| Leples (Shroud)               | Brian T. Delaney       | Láng Balázs                |
| Felix Faust                   | Enrico Colantoni       | Láng Balázs                |
| Merlin                        | JB Blanc               | Forgács Gábor              |

## Magyar változat[2]
A szinkront a Mafilm Audio Kft. készítette, 2016-ban. Forgalmazza a Pro Video.
- Magyar szöveg: Csizmás Kata
- Hangmérnök: Fék György
- Vágó: Kajdácsi Brigitta
- Gyártásvezető: Gelencsér Adrienne
- Szinkronrendező: Stern Dániel
- Felolvasó: Bognár Tamás
- További magyar hangok: Bartók László, Bor László, Bordás János, Dobó Enikő, Fehér Péter, Martin Adél, Mohácsi Nóra, Réti Szilvia, Sörös Miklós, Téglás Judit